# Liste der Baudenkmäler in Sankt Oswald-Riedlhütte

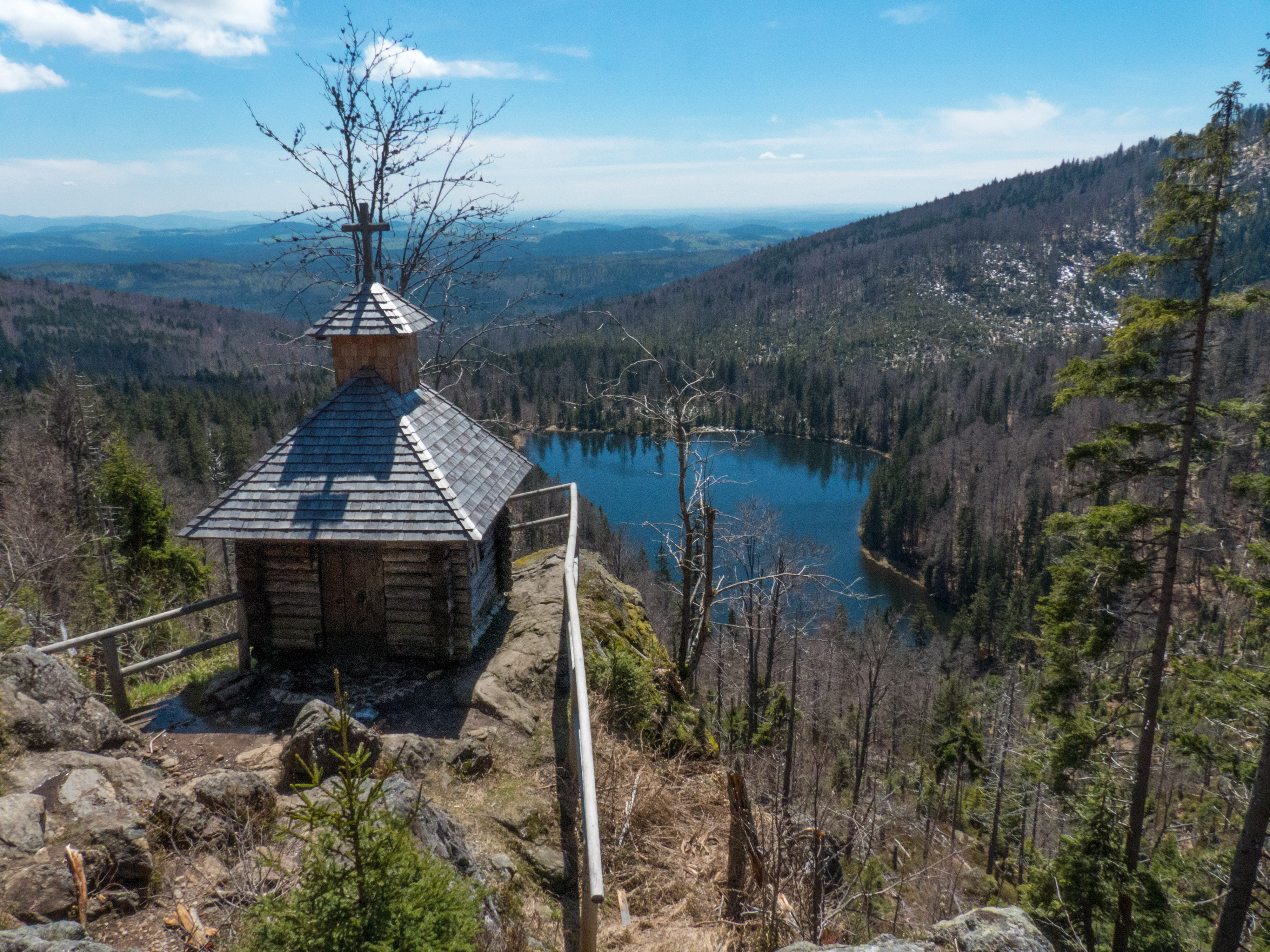
Rachelseekapelle in Sankt Oswald-Riedlhütte

Auf dieser Seite sind die Baudenkmäler in der niederbayerischen Gemeinde Sankt Oswald-Riedlhütte zusammengestellt. Diese Tabelle ist eine Teilliste der Liste der Baudenkmäler in Bayern. Grundlage ist die Bayerische Denkmalliste, die auf Basis des Bayerischen Denkmalschutzgesetzes vom 1. Oktober 1973 erstmals erstellt wurde und seither durch das Bayerische Landesamt für Denkmalpflege geführt wird. Die folgenden Angaben ersetzen nicht die rechtsverbindliche Auskunft der Denkmalschutzbehörde.

## Baudenkmäler nach Ortsteilen

### Sankt Oswald
| Lage                           | Objekt                                                     | Beschreibung | Akten-Nr.     | Bild           |
| ------------------------------ | ---------------------------------------------------------- | --- | ------------- | -------------- |
| Klosterallee (Standort)        | Kriegerdenkmal für Gefallene beider Weltkriege             | Quaderartige Stele mit Inschriften auf Stufenpostament, darauf Skulptur hl. Georg als Drachentöter, 1920er Jahre, später mit Gefallenennamen des II. Weltkriegs ergänzt | D-2-72-143-15 | BW             |
| Klosterallee 24, 26 (Standort) | Ehemaliges Kloster St. Oswald                              | 1396 gegründet, 1719 neu errichtet, 1803 säkularisiert, 1876 teilweise abgebrannt Osttrakt, ehemaliges Gästehaus des Klosters, jetzt Gaststätte, zweigeschossiger Satteldachbau mit korbbogiger Tordurchfahrt, bezeichnet mit 1719, nach Brand 1880/82 erneuert Südtrakt, heute Pfarrhaus, zweigeschossiger Walmdachbau, im Kern frühes 18. Jahrhundert, nach Brand 1880/82 erneuert | D-2-72-143-1  | weitere Bilder |
| Klosterallee 25 (Standort)     | Katholische Pfarr- und ehemalige Propsteikirche St. Oswald | Saalkirche mit Satteldach und eingezogenem, halbrund geschlossenem Chor, Flankenturm mit Glockenhaube, neubarock, 1880/82 von Johann Schott, Sakristei und Turmunterbau um 1734; mit Ausstattung Chorkapelle, sogenannte Bründlkapelle, dreiseitig geschlossener Walmdachbau im Chorscheitel, um 1700; mit Ausstattung                                                               | D-2-72-143-2  | weitere Bilder |

### Draxlschlag
| Lage                         | Objekt         | Beschreibung                                                                                 | Akten-Nr.    | Bild |
| ---------------------------- | -------------- | -------------------------------------------------------------------------------------------- | ------------ | ---- |
| Goldener Steig 24 (Standort) | Mittertennhaus | Eingeschossiger Flachsatteldachbau, Kniestock und Giebel Blockbau, 1. Hälfte 19. Jahrhundert | D-2-72-143-3 | BW   |

### Höhenbrunn
| Lage                              | Objekt              | Beschreibung                                                                                          | Akten-Nr.    | Bild |
| --------------------------------- | ------------------- | --- | ------------ | ---- |
| Höhenbrunner Straße 15 (Standort) | Kapellenausstattung | Ausstattung: Kruzifix und Heiligenfiguren, Holz, farbig gefasst, 19. Jahrhundert; in moderner Kapelle | D-2-72-143-6 | BW   |

### Riedlhütte
| Lage                                                         | Objekt                                                             | Beschreibung | Akten-Nr.     | Bild |
| ------------------------------------------------------------ | ------------------------------------------------------------------ | --- | ------------- | ---- |
| Filzwald; Große Ohe; Krannatwiesen; Öhlbachwiesen (Standort) | Triftkanal                                                         | Im Gebiet "Großer Filz" und "Klosterfilz" im Einzugsbereich "Große Ohe" östlich Riedlhütte, Bestandteil der Ilz-Triftanlagen, 1840/41 | D-2-72-143-10 | BW   |
| Geheimrat-Frank-Straße 2 (Standort)                          | Katholische Kapelle Maria Hilf                                     | Steildachbau mit wenig eingezogenem, parabelförmig geschlossenem Chor, Giebelreiter mit Zwiebelhaube, 1825; mit Ausstattung | D-2-72-143-8  | BW   |
| Racheldiensthütte (Standort)                                 | Racheldiensthütte; ehemaliger Dienst- und Wohnsitz für den Förster | Zweigeschossiger und verschindelter Blockbau mit Satteldach, Bruchsteinsockel, 1867/68 Ehemalige Gemeinschaftsunterkunft der Waldarbeiter, heute Infohaus, erdgeschossiger Blockbau mit Satteldach, Bruchsteinsockel, 1920 Ehemaliges Touristenhaus, heute Gaststätte, erdgeschossiger Block- und Holzrahmenbau mit Kniestock und Satteldach, teilweise verschalt und verschindelt, Bruchsteinsockel, wohl 1867/68, 1920 erweitert | D-2-72-143-12 | BW   |

## Ehemalige Baudenkmäler
In diesem Abschnitt sind Objekte aufgeführt, die früher einmal in der Denkmalliste eingetragen waren, jetzt aber nicht mehr. Objekte, die in anderem Zusammenhang also z. B. als Teil eines Baudenkmals weiter eingetragen sind, sollen hier nicht aufgeführt werden. Aktennummern in diesem Abschnitt sind ehemalige, jetzt nicht mehr gültige Aktennummern.

| Lage                                     | Objekt          | Beschreibung                                                 | Akten-Nr.               | Bild |
| ---------------------------------------- | --------------- | ------------------------------------------------------------ | ----------------------- | ---- |
| Draxlschlag Goldener Steig 28 (Standort) | Mittertennhaus  | Kniestock- und Giebel-Blockbau, erste Hälfte 19. Jahrhundert | D-2-72-143-4 ? Wikidata | BW   |
| Graupsäge Nähe Graupsäge (Standort)      | Flurdenkmal     | Sankt-Johann-von-Nepomuk-Figur auf Sockel, 1836              | D-2-72-143-? Wikidata   | BW   |
| Guglöd Haus Nr. 26 (Standort)            | Mitterstallhaus | Blockbau mit Flachdach, 17./18. Jahrhundert                  | D-2-72-143-? Wikidata   | BW   |
| Reichenberg Haus Nr. 45 ()               | Einfirsthof     | Mit Blockbaugiebel, erste Hälfte 19. Jahrhundert             | D-2-72-143-? Wikidata   |      |